# Тверской карабинерный полк (1702)
Тверской карабинерный полк (до 1763 года — Тверской драгунский полк) — кавалерийская воинская часть Русской императорской армии, сформированная в Петровской армии, в 1702 году и упразднённая в 1775 году.

## История
20 июня 1702 года в Москве из набранных в заокских, подмосковных и низовых городах дворян и дворянских недорослей сформирован 10-ротный Драгунский полковника Петра Михайловича Деолова полк, в другом источнике указано, что полк драгун подполковника, затем полковника Петра Михайловича Деолова сформирован из служилых людей, взятых в драгунскую службу комиссией князя Б. А. Голицына. В период с 1702 года по 1703 год личный состав драгун пешего строю нёс гарнизонную службу в городе Острогожск.
В 1703 году укомплектован конским составом для конного строю и направлен в действующую армию. 8 марта 1703 года полк наименован Драгунским полковника Григория Андреевича Сухотина полком.
В 1705 году для полка русским царём Петром Алексеевичем утверждён штат из 10 драгунских и одной гренадерской роты.
15 июля 1705 года воинская часть наименована Драгунским подполковника Иуды Васильевича Болтина полком.
Осенью 1705 года формирование драгун наименовано Драгунским полковника Антона Дюмона полком.
В июне 1706 года наименован Драгунским полковника Михаила Ивановича фон-Шульца полком.
В октябре 1706 года переименован в Тверской драгунский полк.
23 января 1709 года гренадерская рота выделена на сформирование Драгунского-гренадерского полковника Кропотова полка.
В 1711 году утверждён штат полка в составе 10 драгунских рот.
10 мая 1725 года из Драгунского полковника Кропотова полка возвращена гренадерская рота, взамен выделена 5-я драгунская рота.
16 февраля 1727 года полк переименован во 2-й Тамбовский драгунский полк, но 13 ноября того же года переименован обратно в Тверской драгунский полк.
28 октября 1731 года гренадерская рота расформирована с распределением чинов по драгунским ротам. 
30 марта 1756 года приказано полк привести в состав двух гренадерских и 10 драгунских рот, соединённых в 6 эскадронов, с артиллерийской командой.
19 февраля 1762 года приказано переформировать в кирасирский и переименовать в Тверской кирасирский полк.
25 апреля 1762 года наименован Кирасирским генерал-майора Вильбоа полком.
5 июля 1762 года приказ о переформировании в кирасирский отменён и полк наименован по прежнему Тверским драгунским полком.
14 января 1763 года высочайше повелено полк переформировать в 5-эскадронный карабинерный и именовать Тверским карабинерным полком.
24 октября 1775 года приказано полк расформировать, а его эскадроны присоединить, в качестве шестых, к Московскому, Ростовскому, Рижскому, Ингерманландскому и Рязанскому карабинерным полкам.

## Боевые действия
Полк драгун получил боевое крещение в Северной войне, в 1704 году воевал под Дерптом.
15 июля 1705 года драгуны под командованием подполковника Иуды Васильевича Болтина участвовали в деле при Мур-мызе (Гемауэртгофе).
28 сентября 1708 года формирование приняло участие в сражении при Лесной, в 1709 году под Ригой, 8 июля 1709 года — в деле у реки Буг.
В 1711 году воинская часть участвовала в Прутском походе.
В 1734 году в ходе войны за польское наследство полк участвовал в осаде Данцига.
В ходе войны с Турцией в мае 1736 года формирование участвовало в штурме Перекопской крепости, а 2 июля 1737 года — в штурме Очакова. 1 августа отправлен к границе для конвоирования пленных.
В последний раз в боевых действиях полк карабинеров участвовал в ходе Русско-турецкой войны 1768—1774 годов.